# Exostema lineatum
Exostema lineatum là một loài thực vật có hoa trong họ Thiến thảo. Loài này được (Vahl) Schult. mô tả khoa học đầu tiên năm 1819.